# Municipio de Cogan House
El municipio de Cogan House  (en inglés: Cogan House Township) es un municipio ubicado en el condado de Lycoming en el estado estadounidense de Pensilvania. En el año 2000 tenía una población de 974 habitantes y una densidad poblacional de 5.4 personas por km².

## Geografía
El municipio de Cogan House se encuentra ubicado en las coordenadas 41°24′57″N 77°11′21″O / 41.41583, -77.18917.

## Demografía
Según la Oficina del Censo en 2000 los ingresos medios por hogar en la localidad eran de $36,172 y los ingresos medios por familia eran $40,192. Los hombres tenían unos ingresos medios de $31,875 frente a los $20,350 para las mujeres. La renta per cápita para la localidad era de $15,345. Alrededor del 9,5% de la población estaban por debajo del umbral de pobreza.